# Nelly de Rooij
Dr. Petronella Johanna (Nelly) de Rooij (Weesp, 30 juli 1883 – Arnhem, 10 juni 1964) was een Nederlandse zoöloog en herpetoloog.

## Biografie
Nelly de Rooij was de tweede dochter van Cornelis de Rooij en Christine Hermine Elzevier Stokmans. Ze was de eerste vrouwelijke biologiestudent in Amsterdam. In 1871 mocht Aletta Jacobs als eerste vrouw studeren aan de Universiteit van Amsterdam maar, maar aan het begin van de 20ste eeuw was het voor vrouwen niet mogelijk om af te studeren aan de faculteit Biologie. Er was echter een omweg: de faculteit Filosofie van de Universiteit van Zurich (Zwitserland) gaf vrouwen de mogelijkheid af te studeren op en het maakte daarbij niet uit of het een filosofisch onderwerp was; de dissertatie had als onderwerp: "Die Entewickelung des Herzens, des Blutes und der grossen Gefässse bei Megaloratrachus Maximus Schlegel. Ze bestudeerde het hart- en vaatstelsel van de salamanders uit het geslacht van Aziatische reuzensalamanders (Andrias). Met deze kwalificatie keerde ze terug naar Amsterdam en werd ze benoemd tot curator van het Museum van Zoölogie binnen de Universiteit van Amsterdam, met als standplaats Artis.
In 1922 stopte ze met haar werkzaamheden, maar in deze korte academische carrière was ze in staat geweest om het werk "The Reptiles of the Indo-Australian Archipelago" te publiceren. Dit boek was gebaseerd op de reptiel-specimenen die vanuit Nederlands-Indië naar het museum waren opgestuurd. De Rooij overleed in Arnhem in 1964.

## Naamgeving
De Rooij beschreef verschillende reptielen zoals de helmskink, een hagedis, en de slang Stegonotus florensis. In 2017 werd een nog niet eerder ontdekte slang uit het geslacht Stegonotus beschreven door de biologe Sara Ruane en haar collega's. Deze soort kreeg de wetenschappelijke naam Stegonotus derooijae, de soortaanduiding derooijae is een eerbetoon (patroniem) aan "Dr Nelly De Rooij, die vele dieren heeft beschreven uit Nieuw-Guinea en Indonesië, inclusief Stegonotus florensis."